# 水鳖
水鳖（学名：Hydrocharis dubia），也叫马尿花，为水鳖科水鳖属下的一个植物种。长在水中。为静水池沼中常见杂草，发生量较大，危害较重，分布于河北、山东、陕西、河南、安徽、江苏、浙江、福建、湖北、湖南、四川及云南等省。欧洲、大洋洲和亚洲其它地区也有。